# Bodnár Mária
Bodnár Mária C. Bodnár (Nagyvárad, 1900. február 16. – Nagyvárad, 1959. március 24.) magyar tanítónő, írónő.

## Életútja
1918-ban tanítónői oklevelet szerzett. Elbeszéléseit, esszéit és glosszáit a Nagyvárad, majd a Szabadság közölte. Az Arany János Emlékegyesület, a Szigligeti Társaság és az Erdélyi Magyar Irodalmi Társaság (EIT) tagja volt. 1932-ben a Tíz tűz című nagyváradi antológiában szerepelt. Ugyanebben az évben a Nagyvárad című folyóirat folytatásokban közölte Tévedt utakon című regényét, melyben az amerikai kivándorlók sorsáról írt történeteket. Kötetben megjelent Aranybatár című regénye (Nagyvárad, 1934) romantikus-fantasztikus jellegű; az Örökélet (Nagyvárad, 1936) falusi környezetben játszódó tragikus szerelmi történet.

## Művei
- Örökélet. Regény; Sonnenfeld, Oradea, 1936